# Asterlagen

Übersichtskarte des Duisburger Ortsteils Hochemmerich

Asterlagen ist der nördliche Teil des Ortsteils Hochemmerich des Duisburger Stadtbezirkes Rheinhausen. Er liegt auf der linken Rheinseite.

## Geschichte

### Entstehung des Ortsnamens

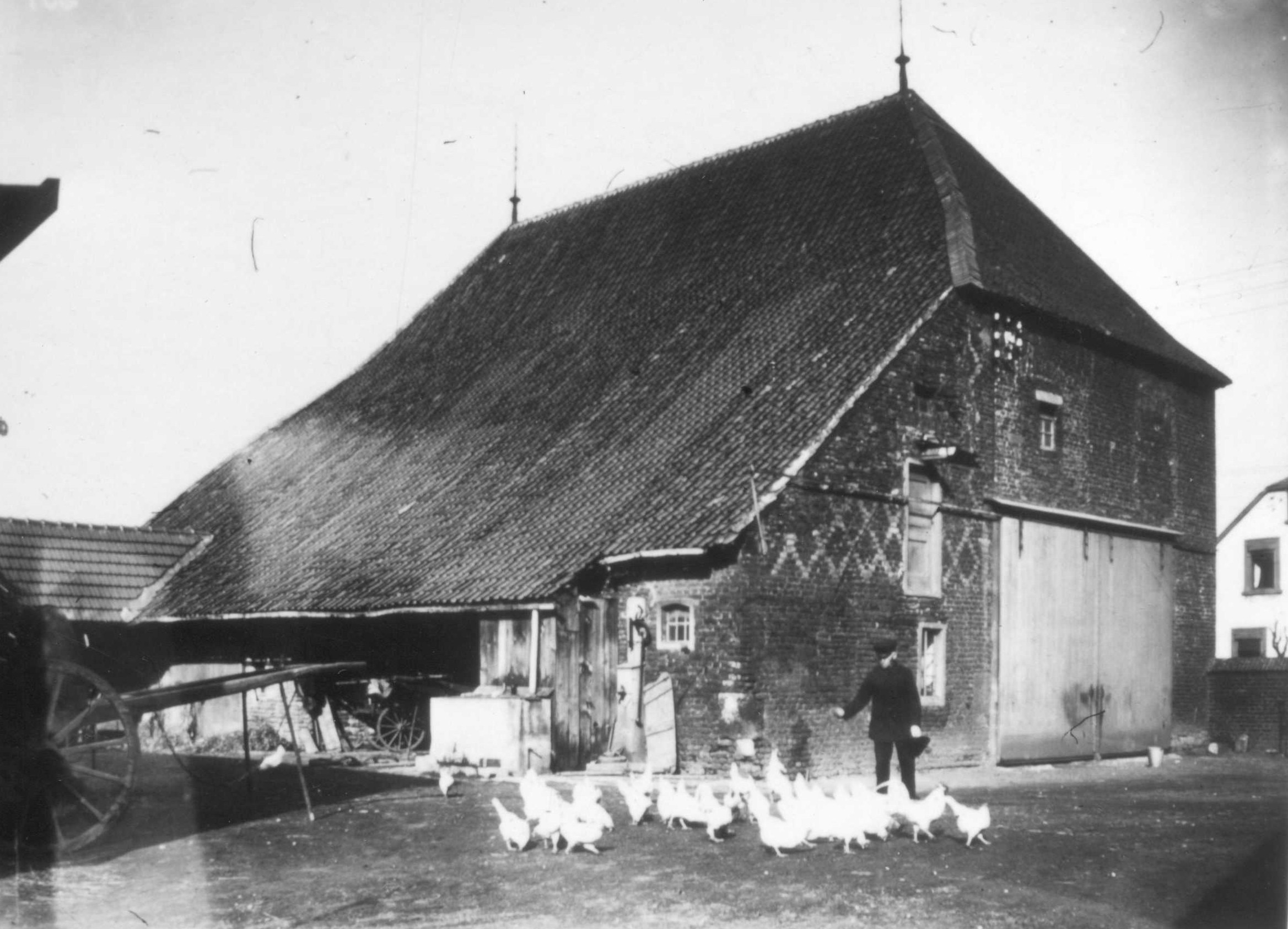
Abteihof Asterlagen um 1900, hier ist das Gebäude bereits als Stallung umgebaut. Als Hühnertränke diente das ehemalige Taufbecken.

Vermutlich ist der Name aus einem „Flurnamen“ entstanden.
Der Ort Asterlagen hatte die weiteren Namen: Hasterlon, Asterloe, Asterlohon = Wald im Osten, Asterlaige, wobei „lo“ oder „loh“ bzw. abgewandelt „lagen“ so viel wie „Wald“ bedeutet. Also an einem Wald gelegen.

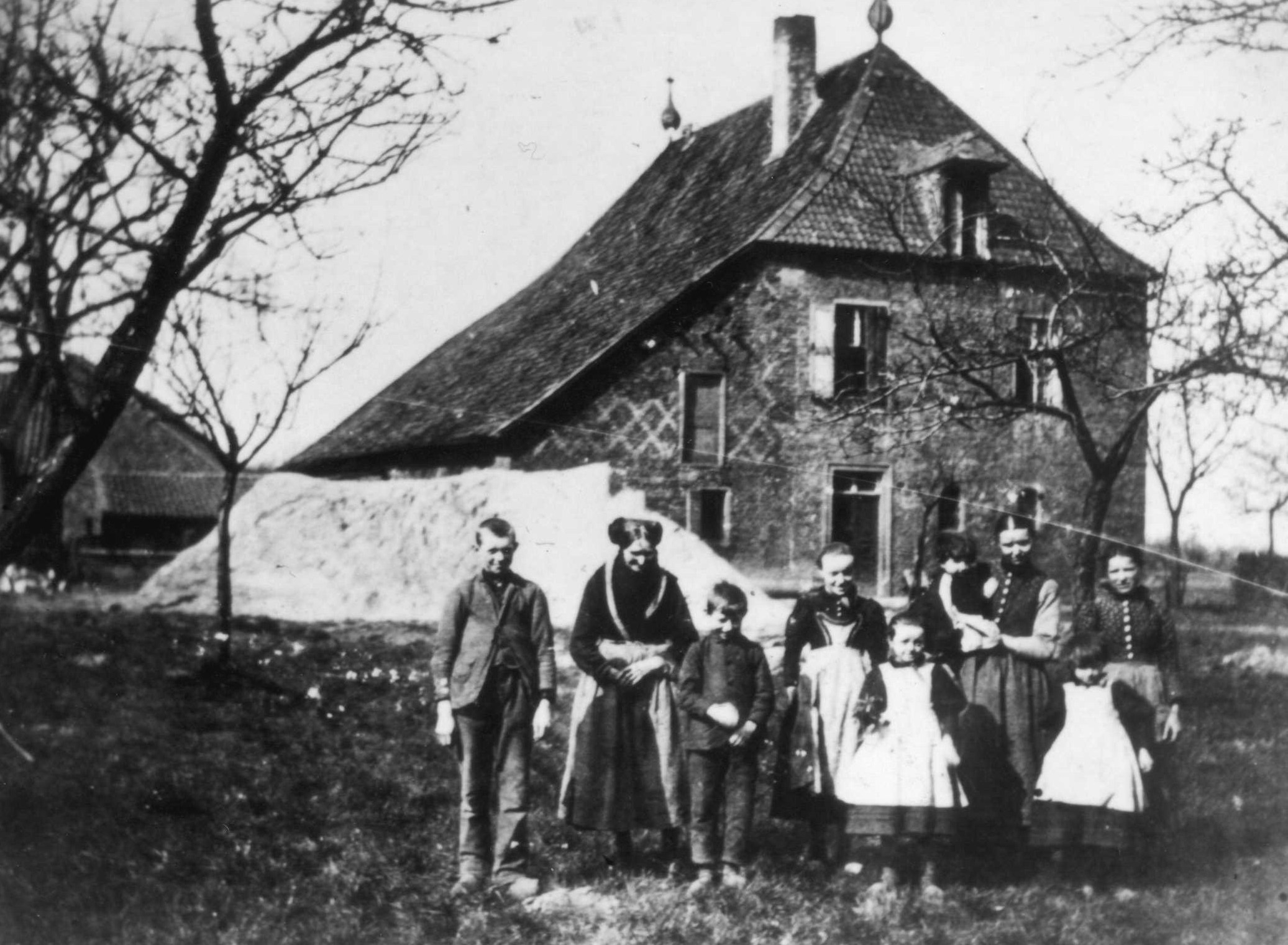
Ehemaliger Herrensitz

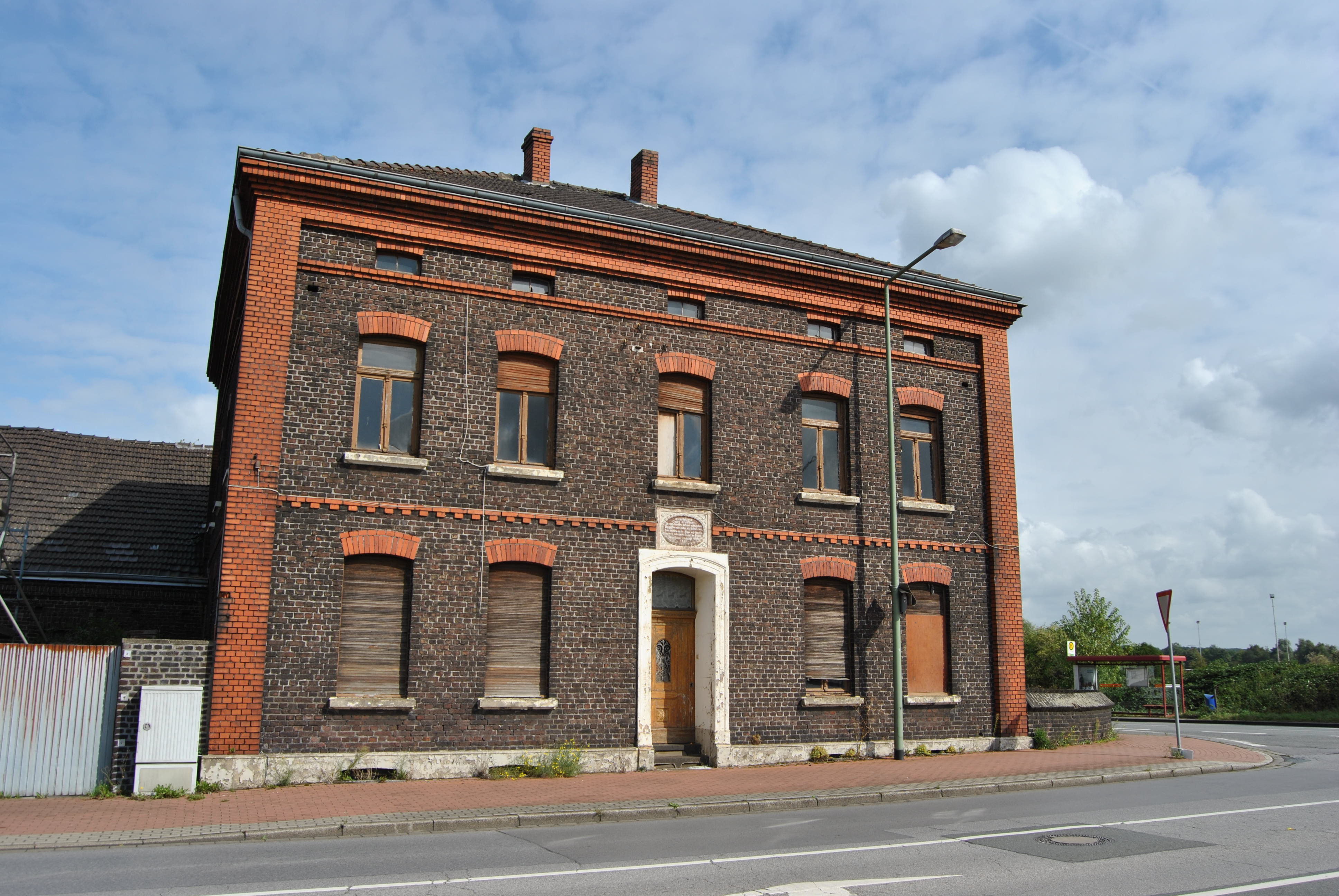
Scholthof Asterlagen

### Anfänge

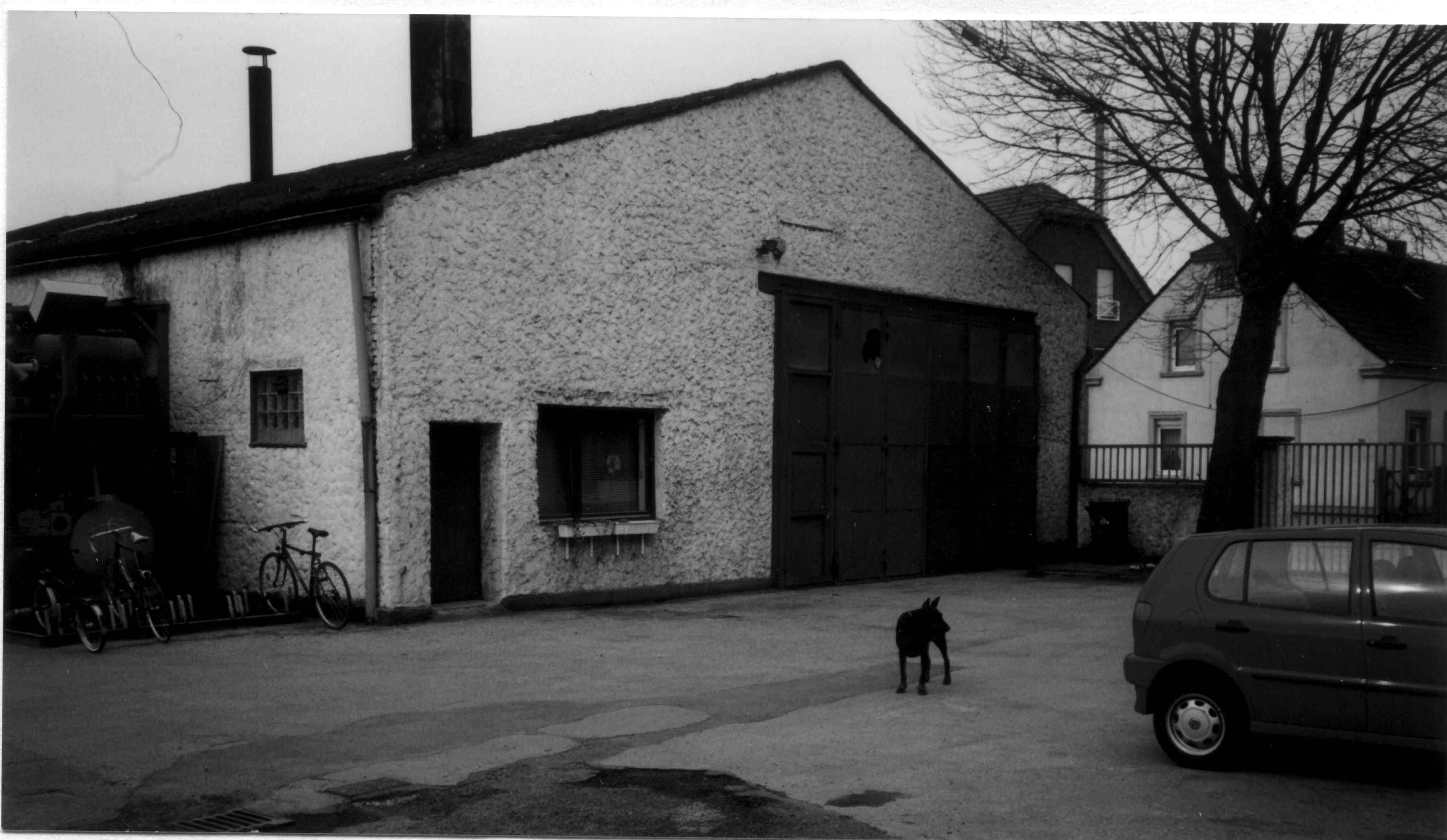
Der Abteihof Asterlagen 105 Jahre später (2005), aus gleicher Aufnahmerichtung

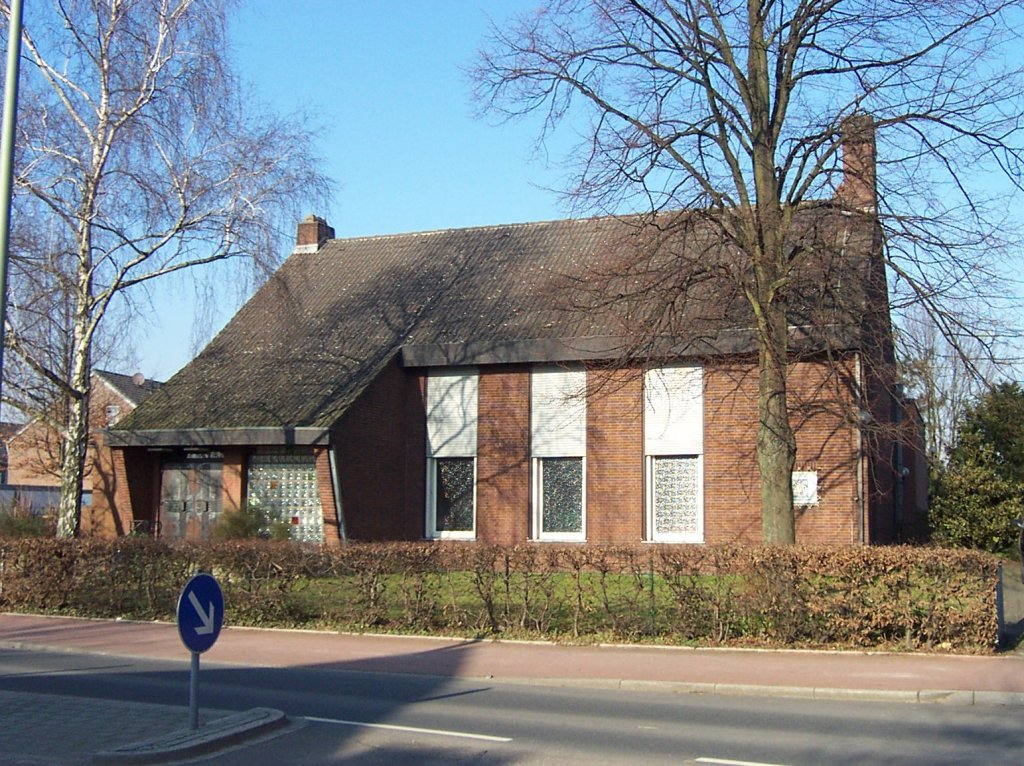
Ehem. ev. Gemeindehaus Asterlagen

Bodenfunde belegen eine frühzeitliche Besiedelung, dazu gehört ein 1956 im ehemaligen Asterlager Baggerloch gefundener Holzpflug. Dieses Fragment aus Eichenholz bestimmten Archäologen auf ein Alter von über 2000 Jahre. Er kann im städtischen Museum Duisburg besichtigt werden. Am Rande des bäuerlich geprägten Ortsteils finden sich die Spuren römischer Besiedlung. Eine Bronzetafel am letzten Wohnhaus links am Grünen Weg in Richtung der ehemaligen Schlackenhalden des Hüttenwerkes Rheinhausen weist darauf hin. Und weiße Striche auf der Straße markieren den Standort eines ehemaligen Wachgebäudes zum Schutze des Limes. Gefunden wurden diese Überreste bei Straßenbauarbeiten, als die zur Zeche Diergardt gehörende Siedlung Abwässerkanäle bekam.
Karl der Große schenkte Friemersheim, samt weiterer Umgebung, dem Abt vom Kloster Werden. Zu dieser Zeit gab es drei Haupthöfe, wovon zwei in Friemersheim (Borgsche- und Werthschehof) und einer, der Fronhof, in Asterlagen standen. Daneben gab es weitere Höfe in Asterlagen. Im Güterbestandsverzeichnis von Werden, um 900 n. Chr., werden weitere Besitzer als Grundherren genannt.
Der Propst von Werden leitete selbst die Höfe, hatte aber einen Villicus = Gutsverwalter eingesetzt. Erst um 1150 lockerte sich die Fronherrschaft etwas. Asterlagen ist nachweislich aus dem klösterlichen Besitz entstanden. Grundherren waren der Abt von dem Kloster Werden und ein Graf Adalold. Der Haupthof in Asterlagen war um 900 n. Chr. der heutige Hof Winkelhauser Straße Nr. 29. Alle Abgaben wurden hier zwischengelagert.

### Neuzeit
Seit 1794 gehörte das Gebiet von Asterlagen zur Bürgermeisterei Hochemmerich, seit dem 6. April 1923 zur Gemeinde Rheinhausen, seit dem 1. Juli 1934 zur Stadt Rheinhausen und seit dem 1. Januar 1975 zur Stadt Duisburg.

### Kapelle
Erstmals wurde im Urbar erwähnt, dass „die von der Kirche Hochemmerich abhängige Kapelle, von dem damaligen Propst Wichmann um 1100 wieder aufgebaut, ausgestattet und zu Ehren des heiligen Ludgerus geweiht“ wurde. Das Taufbecken aus dieser Kapelle wurde später vom Hofbesitzer Schürmann als Hühnertränke benutzt. Heute kommt es in der katholischen Kirche St. Ludger, die 1925 an der Bergheimer Straße diesem Heiligen geweiht wurde, wieder zur Geltung.

### Siedlung Röttgenweg
Die erste Siedlung entstand am 12. März 1934. Damals kaufte die Stadt Rheinhausen von dem Landwirt Johann Terlinden, Winkelhausen für eine vorstädtische Kleinsiedlung 156 Ar Land. Es entstanden 16 Siedlerstellen.
In Fortsetzung der bereits bestehenden Kleinsiedlung errichtete die Rheinische Kleinsiedlung G.m.b.H. Düsseldorf im Stadtteil Asterlagen 36 Siedlerstellen. Auf dem Grundstück, das durch die Reichsbahnstrecke Trompet – Homberg, die Hindenburgstraße und die Hochheider Straße begrenzt wird, wurden 15 Doppelhäuser und 6 Einzelhäuser errichtet. Davon kommen 1 Doppel- und 1 Einzelhaus an der Hochheider Straße zu liegen, 3 Doppelhäuser an der Hindenburgstraße und 11 Doppel- und 5 Einzelhäuser beiderseitig vom Röttgenweg, der das oben beschriebene Baugrundstück durchschneidet.
Die architektonische Gestaltung und die innere Ausführung der Bauten entsprechen der Bauart, die auch bei der Siedlung in Rheinhausen – Oestrum Anwendung gefunden hat. Erwähnenswert an der Bauweise ist, dass sämtliche Häuser mit dem Kniestock gebaut werden, das heißt: sie werden höher gezogen als ursprünglich vorgesehen. Während nach dem ersten Plan zum Beispiel das Dach mit dem Fußboden der oberen Räumlichkeiten einen spitzen Winkel bilden, also direkt den Fußboden schneiden würde, wurde dann vom Fußboden aus erst noch eine senkrechte Wand hochgezogen, die oben vom Dach in einem stumpfen Winkel geschnitten wird. Neben einem gefälligen äußeren Bild, führte dies vor allem zu Raumgewinn. Einer verkehrsmäßigen Anschließung des Siedlungsgebietes diente ein Fußweg, der die Hochheider Straße mit dem Röttgenweg verbindet (Ascheweg). Eingezogen sind die ersten Siedler am 1. Juni 1939.
Am 5. März 1945 rückten die Amerikaner ein und bauten auf der Wiese hinter den alten Siedlungshäusern schwere Artillerie auf. Für einige Wochen mussten die Häuser der Nummern 2, 4, 6, 8, 10, 14, und 16 für die Besatzer geräumt werden. Daraufhin wurde die Siedlung von der deutschen Artillerie beschossen; zwei Granaten schlugen vor der Hauswand der Nr. 17/19 ein.

## Kirchen
Die Pfarrkirche St. Ludger
Geistiger Mittelpunkt ist die Pfarrkirche St. Ludger. Die Gläubigen versammelten sich nach dem Krieg über Jahre in einem als Notkirche benannten Gebäude. Unermüdlich warb der damalige Pfarrer Ferdinand Wolters für einen Neubau, sammelte Spenden, verkaufte Bausteine, bis schließlich eine neue Kirche und ein neues Pfarrzentrum gebaut werden konnten. Die endgültige Fertigstellung seines Lebenswerkes hat er nicht mehr erlebt. In Rheinhausen wurden die Gemeinden Christus König und St. Ludger zur Gemeinde Heilig Kreuz fusioniert.
Das Evangelische Gemeindehaus in Asterlagen
Durch den Zuzug evangelischer Flüchtlinge und Vertriebener in die Gemeinde kamen viele Gläubige nach Asterlagen, Winkelhausen und in die nahegelegene Bergmannssiedlung Diergardt.
Hier, in den Zechen und Fabriken, fanden sie Arbeit, aber leider keine evangelische Kirche in ihrer Nähe. So wurde es erforderlich, einen 4. Gemeindebezirk der Kirchengemeinde Hochemmerich, nämlich Asterlagen zu gründen.
Als Pfarrer wurde 1946 Herr Stähler bestellt. Aus Ermangelung an Räumlichkeiten wurde der Gottesdienst in der Volksschule an der Hochheider Straße abgehalten. Als Orgel diente das Harmonium, an dem Herr van Lier spielte.
Im Januar 1948 wurde ein Zimmer im Gaststättengebäude für kirchliche Zwecke angemietet.
Alsdann beschloss das Presbyterium am 11. Juli 1952 den Bau eines etwa 150 Personen fassenden Raumes und eines Pfarrhauses im Pfarrbezirk Asterlagen.
Bereits 1979 wurde eine Erweiterung des Gebäudes beschlossen, um Hunderten von Kindern, Jugendlichen und Erwachsenen ein „Zweites zu Hause“ mit vielen Weiterbildungsmöglichkeiten zu bieten.
Das Ende von über 50 Jahren Eigenständigkeit
Es ist ein bisschen wie bei der Gründung vor über 50 Jahren – nur mit umgekehrtem Vorzeichen. Die Gemeinde ist kleiner geworden, Jahr für Jahr, längst hat der Bezirk nicht einmal die Hälfte seiner Mitglieder früherer Jahre. Geburtenrückgang und Bevölkerungsentwicklung, Steuerreform und hohe Arbeitslosigkeit haben den Jahresetat drastisch geschmälert. Zwar treten längst nicht mehr so viele Menschen aus der Kirche aus wie noch vor einigen Jahren, doch auch das spürt die Kirche und die steigende Zahl von Neuaufnahmen gleicht es nicht aus.
Das Presbyterium hat sich dieser Entwicklung gestellt und sich zum Abbruch der Kirche entschlossen, um der nächsten Generation nicht einen Berg von Kirchenschulden zu hinterlassen.
Am 1. Weihnachtstag 2005 feierten die Asterlager den letzten Gottesdienst in ihrer Kirche. Auch der Kindergottesdienst zog ab Januar 2006 in die Christuskirche um. Das Inventar wurde an die Nachbargemeinde Essenberg abgegeben. Gebäude und Grundstück wurden an einen Bauträger veräußert und bebaut.
Seit September 2010 erinnert die Asterlager Kirchenglocke, im Kirchenzentrum in der Hochemmericher Friedensstraße, an die 50-jährige Zeit in Asterlagen.

## Verkehr
Das eher bäuerlich geprägte Asterlagen ist im Regionalverkehr angebunden durch die Buslinie Rheinhausen–Homberg–Moers (Linie 912). Früher war die einzige und bedeutende Bushaltestelle für den Ortsteil der „Rhabarberbahnhof“, dessen Name von der Bepflanzung des Lands zwischen der Haltestelle und dem Bauernhof herrührt.
Von Asterlagen aus in Richtung Homberg erreicht man den früheren Kohlehafen der Zeche Diergardt und Zeche Wilhelmine Mevissen, wo ein Großteil der geförderten Kohlen auf Lastkähne verladen wurden.

## Gewerbegebiete
Neben dem Gewerbegebiet an der Asterlager Straße, das auf dem ehemaligen Zechengelände der Zeche Diergardt ab den 1970er Jahren entstanden ist, ist weiter nördlich ab 2009 der „Businesspark Asterlagen“ errichtet worden, hier befindet sich u. a. ein Postverteilzentrum der Deutschen Post AG. An dieser Stelle gab es Mitte der 1960er Jahre den Wunsch der Fa. Opel, ein Kfz-Werk zu errichten. Die Firmenleitungen und Betriebsräte der Fa. Krupp und der beiden Zechen verhinderten jedoch die Ansiedlung aus Angst vor Arbeitskräftemangel.

### Straßennamen
Asterlager Kirchweg: Verbindung Asterlagen – Hochemmerich, Asterlager Kuhstraße: früherer Viehtrieb zur Fähre Essenberg, weiter zum Schlachthof Ruhrort, Asterlager Mühlenweg: Verbindung Asterlagen-Bergheim von Maas Hütt, Bölleweg: Feldweg nach Asterlagen, Börgfelds Weg: Verbindung Oestrum – Asterlagen, Bruchstraße: Feldweg von Asterlager Schule – Winkelhausen – Oestrum (früher ein Teil der Hochheider Str.), Bruchweg: führte durch das verlandete Bruch über die Fußgängerbrücke (Zubringer), Durch das Gätlig: Verbindung Essenberg-Asterlagen Oestrum, Grüner Weg: dieser Weg war ein hochgelegener Rheinuferweg, welcher vom Kastell Werthausen dem alten Rheinlauf entlang, bis zur Ortschaft Winkelhausen führte, Hindenburgstraße: 1933 bis 1946, dann Winkelhauser Straße, Hinter längs die Bende: Feldweg von Maas Hütt, In den Alken: nun weitgehend Businesspark, Klosterstraße: bis 1933, dann Hindenburgstraße, dann Winkelhauser Straße, Merschweg: Feldweg von Conrad Berns – Rottbusch, Mittelfeld: nun Damm Businesspark, Plenders Weg: Feldweg, Rottbusch: Feldweg, Winkelhauser Weg: Verbindung Asterlagen -Winkelhausen
- Notfeld: Nach der Flurbezeichnung mit gleichem Namen benannt. Es handelt sich hier um ein Gelände, in das bei Hochwassernöten das Vieh getrieben wurde. Das „Notfeld“ war eine höher gelegene Stelle bei der Ortschaft Asterlagen.

- Die Heckenstraße war bis 1900 die Dorfstraße in Asterlagen und Winkelhausen. Sie hatte damals die gleiche Bedeutung wie heute die Winkelhauser Straße. An ihr lagen die größten und bedeutendsten Bauernhöfe. Die Heckenstraße war früher auch der Uferweg des dort vorbeifließenden Rheinarmes. Fast alle noch bestehenden Bauernhöfe haben heute noch Ausgänge zur Heckenstraße. Die Heckenstraße war von Grün gesäumt, lange Hecken, Kastanien-, Linden-, Eichen- und Buchen- sowie Obstbäume aller Art gaben dem Straßenzug ein besonderes Gepräge. Die Straße wurde im Volksmund auch „Lange Gaat“ genannt, was so viel wie „an vielen Gärten vorbeiführend“ heißt. Die Obstbäume wurden hauptsächlich südlich der Höfe angepflanzt, damit sie beim Frühjahrshochwasser Scheunen und Höfe vor antreibenden Eisschollen schützten.

- Winkelhauser Straße: Die Straße hatte ehemals den Namen Klosterstraße. Nicht weil hier ein Kloster war, sondern weil sie an dem ältesten Hof Asterlagens, dem für die Abtei Werden arbeitenden Klosterhof vorbeiführte. 1933 wurde sie in Hindenburgstraße umbenannt. Nach 1947 bekam sie den Namen Winkelhauser Straße, weil sie zu dem Ortsteil Winkelhausen führt und der Klosterhof bereits an das Krankenhaus Homberg verkauft war. Die Straße endete an der Bahnlinie.

- Buchsbaumweg (1997): In Anlehnung an die vielen Buchsbaum-Hecken, die früher die Heckenstraße säumten, hat dieser Straßenzug seinen Namen erhalten. Der Feldweg, der südlich am Neubaugebiet vorbeiführt, war früher auch die Heckenstraße. Für Agaven- und Zedernweg (31. Dezember 1992), Oleander- und Ilexweg (30. April 1993) gilt Gleiches.

- Wiesenstraße: Die Straße liegt im Gebiet des ehemaligen Rheinzulaufes vor 1270/1280. Die fruchtbaren Wiesen haben hier der Straße den Namen gegeben.

- Winkelhausen: Von der Bahnlinie ab hatte die Straße diesen Namen. Um ständige Verwechselungen zwischen dem Ort Winkelhausen, der Straße Winkelhausen und der Winkelhauser Straße zu vermeiden, wurde sie bis in das Bruch, ab 14. Oktober 1960 in Winkelhauser Straße umbenannt. Geographisch gesehen darf man Winkel hier vielleicht mit einer scharfen Biegung eines ehemaligen Rheinarmes in Verbindung bringen. Die Ortschaft Winkelhausen, mit ihrem ehemals durch die Ortschaft führenden Straßenzug gleichen Namens, waren in diesem Winkel eingebettet.

- Bruchstraße: Diese Straße war ehemals ein verbindendes Wegestück zwischen der Straße Winkelhausen und der auf dem Moerser Gebiet liegenden Winkelhauser Straße. Sie führte quer durch das Winkelhauser Bruch, einem ehemaligen Rheinarm. Hinter der Brücke, über den Autobahnzubringer, ist noch der steile Uferrand der langen Rheinkurve zu erkennen. Hier hatten auch die Römer ihre Hafenanlage gebaut. Die offizielle Namensvergebung erfolgte am 30. September 1952, als hier die Häuser gebaut wurden.

- Im Wiesengrund: Am Rande des alten, früheren Flussufers entlang führte die Straße vorbei an Wiesenhängen, bis zu der Straße „In den Laaken“. Hier begann bereits die damalige Heckenstraße. Nach dem Bau der Eisenbahnlinie, im Jahre 1849, war das verbleibende Stück namenlos. Als hier für Flüchtlinge nach dem Zweiten Weltkrieg Baracken gebaut wurden, war eine Namensgebung zwingend geworden. Mit dem „Reststück“ führt nun die Straße „Im Wiesengrund“, bis zur Wiesenstraße.

- Die Birkhahn-, Wachtel- und Zeisigstraße wurden am 10. November 1980 benannt. Fasanenweg und Rebhuhnweg gab es bereits vor 1958. Die Namensgebung erfolgte in Anlehnung der freien Flächen im Bruch, wo sich diese Tiere wieder eingefunden haben.

- In den Laaken: Dieser Name tritt häufig am Niederrhein auf, und zwar in Niederungen, sumpfigen Geländestellen, oder aber an früheren Bachläufen. Laaken ist lateinischen Ursprungs und kommt von lacus (= „See“).